# Daniel Jones (hudebník)
Daniel Jones (* 22. července 1973 Essex) je australský hudebník, skladatel a producent.
Nejvíce se proslavil jako člen australského popového dua Savage Garden, jehož mezinárodní hity zahrnovaly písně “I Want You”, “To the Moon and Back”, “Truly Madly Deeply”, “I Knew I Loved You“ a „Crash and Burn". Po rozpadu skupiny v roce 2001 založil vlastní produkční společnost "Meridien Musik" a nahrávací studio "Studios 7", němž začal spolupracovat s různými australskými umělci. Jeho hlas je slyšet v několika demo písních, například „Aubergine Girl“ a „To The Moon And Back“. V roce 2002 spolupracoval s australským duem "Bachelor Girl" při společné tvorbě písně „Falling“ pro jejich druhé album Dysfunctional.